# Villa Louisa
Villa Louisa is een historische villa in de Belgische stad Oudenaarde, aan de Vlaamse Ardennendreef 10-12 in Leupegem op de flanken van de Edelareberg.

## Beschrijving
De villa in Noorse stijl of Dragestil werd gebouwd in 1893 als buitenverblijf voor de toenmalige burgemeester Paul Raepsaet. Hij liet het gebouw optrekken na een bezoek aan Noorwegen en noemde het naar zijn echtgenote Louisa-Maria Hubert. Het landhuis wordt omgeven door een park van 2,5 hectare met een rotstuin en een vijvercomplex met vijf vijvers. In 2023 werd het gebouw voorlopig beschermd als monument.